# Stichting Onderhandelingen Nationale Thuiskopievergoeding
Stichting Onderhandelingen Nationale Thuiskopievergoeding (SONT) is een Nederlandse stichting, in 1991 aangesteld door het Ministerie van Justitie. De stichting moet de tarieven vaststellen voor de vergoedingen die consumenten verschuldigd zijn aan auteurs wier werk zij voor eigen gebruik kopiëren.
De SONT vindt haar grondslag in de artikelen 16c en 16e van de Auteurswet. Ze bestaat uit vertegenwoordigers van enerzijds producenten en distributeurs en anderzijds rechthebbenden. Door een besluit van minister Hirsch Ballin heeft de stichting met ingang van 1 mei 2007 niet meer een bindende, maar een adviserende rol.
Van 1995 tot 2010 was Henk Vonhoff voorzitter van de stichting. Per 20 november 2011 was dit Marco Pastors.